# Semba (Burkina Faso)
Semba ist ein Dorf in Burkina Faso, in der Region Boucle du Mouhoun, der Provinz Nayala und dem Departement Toma. Nyon liegt am südlichen Rand der Sahelzone und hat 531 Einwohner (1996).